# هندری توماس
هندری توماس (اسپانیایی: Hendry Thomas‎؛ زادهٔ ۲۳ فوریهٔ ۱۹۸۵) یک بازیکن فوتبال اهل هندوراس است.
وی همچنین در تیم‌های ملی فوتبال هند هندوراس بازی کرده‌است.